# Lago Venado
El lago Venado es una lago endorreico situado a los pies del monte Apo, en la provincia de Cotabato del Norte, Mindanao, al sur de Filipinas. Es el lago más alto del país, se encuentra en las coordenadas 7 ° 00'8 "N 125 ° 16'10" E, con elevación de su superficie estimada en 2.194 metros sobre el nivel del mar. El lago es alimentado por la escorrentía local, y no tiene salida alguna. El lago por lo general pierde dos tercios de su tamaño durante los meses secos debido a la evaporación.
El nombre del lago es de origen español, debido a la forma de venado que posee el lago. No obstante, la gente local que vive en la zona lo llama también el lago "Linaw", un término cebuano para "claro", ya que el agua del lago es tan cristalina que refleja la cima del monte Apo.